# Адіату Дьяло Нандінью
Адіату Дьяло Нандінью — політична діячка Гвінеї-Бісау, виконувала обов'язки глави уряду країни з лютого до квітня 2012 року. Стала першим прем'єр-міністром, яку призначив її попередник, оскільки президент не міг цього зробити, а також першою жінкою на цьому посту. Була усунута від посади в результаті державного перевороту разом із виконувачем обов'язків президента країни Раймунду Перейрою та іншими цивільними членами уряду.